# Ornithogaleae
Ornithogaleae — триба однодольних квіткових рослин з родини холодкових (Asparagaceae). Вони характеризуються тим, що мають андроцей з трьома сплощеними тичинками та придатками, сплощені та кутасті насіння з міцно прикріпленим насінником. Основні числа хромосом коливаються від n=2 до n=10.

## Склад триби
- Albuca — 167 видів — Африка, Аравійський півострів[1].
- Dipcadi — 44 види — від Африки та півдня Європи до Індійського субконтиненту[1].
- Ornithogalum — 213 видів — від Африки та Європи до Західної Азії та Західного Сибіру[1].
- Pseudogaltonia — 2 види — південь Африки[1].